# Alfred Planyavsky
Alfred Planyavsky (* 22. Jänner 1924 in Wien; † 18. Juni 2013 ebenda) war ein österreichischer Kontrabassist und Musikhistoriker sowie langjähriges Mitglied der Wiener Philharmoniker.

## Leben und Werk

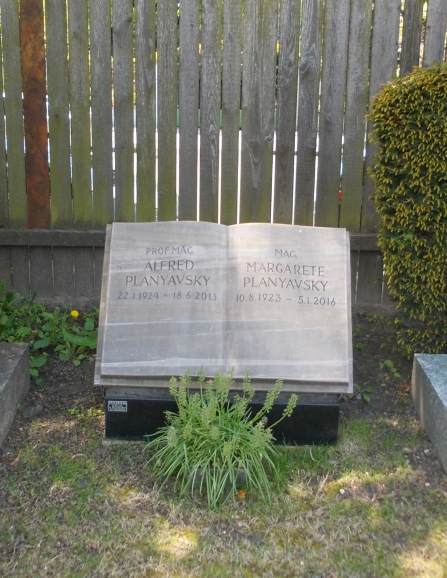
Grabstätte Alfred Planyavsky

Planyavsky gehörte von 1933 bis 1938 den Wiener Sängerknaben an. Ab 1941 war er Soldat im Zweiten Weltkrieg, wurde von den Amerikanern gefangen genommen und war während seiner Gefangenschaft in den USA Tenorsolist und Leiter eines Kriegsgefangenen-Kirchenchors. Im Jahr 1946 begann er an der Wiener Musikakademie Gesang und Kontrabass zu studieren. Er wurde Tenorsolist im Wiener Akademie-Kammerchor und Mitglied des Wiener Männergesangvereins.
Im selben Jahr heiratete er Margarete Molzer, eine Gymnasiallehrerin für Mathematik und Physik. Der Ehe entstammen zwei Kinder: ein Sohn, der Organist und Komponist Peter Planyavsky (1947), und eine Tochter, Johanna (1956).
Für die Schallplattenfirma Vox Productions nahm er in den Jahren 1950 bis 1952 als Tenor-Solist eine Reihe von Messen von Bach, Beethoven, Mozart und Schubert auf. Es sang der Wiener Akademie-Kammerchor, es spielten die Wiener Symphoniker und es dirigierten Ferdinand Grossmann, Rudolf Moralt und Felix Prohaska. 1952 schloss Planyavsky sein Studium ab. 1954/55 war er Mitglied der Wiener Symphoniker. 1955 wurde er Mitglied des Wiener Staatsopernorchesters, 1957 der Wiener Philharmoniker. Von 1957 bis 1967 unterrichtete er am College der Wiener Sängerknaben, begann zu publizieren, die Salzburger Nachrichten druckten zwei seiner Gedichte ab, und er spielte eine Reihe von Uraufführungen Paul Angerers und Fritz Skorzenys, Werke, die Planyavsky gewidmet waren. 1967 wurde er vom Bundespräsidenten zum Professor ernannt und wurde Mitglied der hochangesehenen Wiener Hofmusikkapelle. 1970 erschien sein erstes Buch, 1974 gründete er das Wiener Kontrabass-Archiv, welches sich in der Musiksammlung der Österreichischen Nationalbibliothek befindet. In der Folge wurde er mehrfach als Jurymitglied eingeladen. 1979 erschien sein erstes Buch in japanischer Sprache, 1984 veranstaltete die Gesellschaft der Musikfreunde in Wien eine Ausstellung anlässlich des 10-jährigen Jubiläums seines Archivs. 1986 schloss er sein Magister-Studium an der Hochschule für Musik und darstellende Kunst in Wien ab, 1989 wurde er in den Ruhestand versetzt.
Alfred Planyavsky wurde auf dem Döblinger Friedhof (Gruppe 29, Nummer 65) in Wien beigesetzt. Drei Jahre später wurde seine Frau Margarete im selben Grab beigesetzt.

### Geschichte des Kontrabasses
Die erste Auflage von Planyavskys Geschichte des Kontrabasses erschien 1970, die zweite Auflage umfasst 686 Seiten Text, 231 Seiten Anhang, 908 Fußnoten, 139 Abbildungen und 173 Notenbeispiele. Die Kritik nannte es sogleich ein Standardwerk, fallweise sogar die Bibel des Kontrabasses. Zubin Mehta: „Ich bin von der Wichtigkeit dieses Buches überzeugt und glaube, dass es dem alten Instrument neue Horizonte eröffnen wird.“ Das Buch beinhaltet eine Reihe von Informationen über die musikhistorische Entwicklung des Instruments, die alten Geigenbaumeister, die Spielpraxis und den Einsatz des Instruments als Solo in den wenigen dafür geschriebenen Orchesterwerken und in der Kammermusik. Planyavsky beschreibt auch den unterschiedlichen Einsatz in den diversen Zeiten und Regionen und würdigt große Kontrabassisten verschiedener Nationalitäten, wie Édouard Nanny, Friedrich Pischelberger und Franz Simandl, aber auch Komponisten, wie Giovanni Battista Vitali.
Im Jahr 1989 gab er sein zweites Buch heraus, vorerst im Eigenverlag: Der Barock-Kontrabass Violone. Hierin beschreibt er die Geschichte des Violone als Bassinstrument in der Barockmusik. 1998 erschien die 2., wesentlich erweiterte Auflage in einem regulären Verlag und zugleich die englischsprachige Fassung unter dem Titel The Baroque Double Bass Violone. Wiederum gab es wohlwollende Stimmen der Presse. Das Journal of the American Musical Instrument Society erklärte das Buch, neben den Arbeiten von Brun und Elgar, zur Pionierarbeit, bemerkte aber auch, dass sich Planyavsky überwiegend auf Sekundärquellen stützte.
Weiters publizierte Planyavsky regelmäßig in namhaften Medien, wie der Furche, der Österreichischen Musikzeitschrift oder der Zeitschrift Das Orchester.

### Wiener Kontrabass-Archiv
1974 begann er, Konzertliteratur für den Kontrabass zu sammeln, 1986 vermachte er – noch zu Lebzeiten – seine Sammlung der Österreichischen Nationalbibliothek. Als Hauptanliegen schildert er selbst „die historische Rolle des Barockkontrabasses Violone als große Baßgeige (nicht Baßvioline!) auf quellenkundlicher Basis darzustellen und damit die immer noch nachwirkenden Mißdeutungen und Fehlinformationen über seine Familienzugehörigkeit und seine Klangidentität aus der Welt zu schaffen. Voraussetzung für die authentische Darstellung war die Konzentration auf originale Dokumente, darunter etwa 2.000 unbearbeitete Kompositionen, einschließlich ursprünglicher Orchesterbesetzungen aus 500 Jahren, unkommentierte Traktate, Schulwerke, Biographien etc.“
Im Jahre 2004 übergab Planyavsky seine Briefsammlung, die unter anderem Korrespondenzen mit Pierre Boulez, Friedrich Cerha, HK Gruber, Hans Werner Henze, György Ligeti, Nikolaus Harnoncourt und Ludwig Streicher enthält, dem Historischen Archiv der Wiener Philharmoniker. Stephan Bonta fasste seine Lebensleistung wie folgt zusammen: „In a real sense, Planyavsky has given his life to the double bass, the instrument that for years he played professionally in Vienna.“

## Zitat
„Ich vermag mich aber nicht zu erinnern, jemals einen Spezialwälzer von 537 Seiten über ein scheinbares Randgebiet mit solcher Spannung gelesen und dann gleich noch einmal, Zeile für Zeile und Fußnote für Fußnote, gelesen zu haben wie Alfred Planyavskys „Geschichte des Kontrabasses“ […]. Ein Wurf, nur daraus erklärlich, dass der junge philharmonische Kontrabassist nicht nur als Praktiker sein Vorhaben anging, sondern auch die Akribie eines echten Wissenschaftlers und Forschers mit dem leidenschaftlichen Engagement verband, die Vernachlässigung seines Instruments wiedergutzumachen, die die Musikwissenschaft und eigentlich mehr noch die Praxis eines ganzen Jahrhunderts in dessen Stilwandlung sich zuschulden kommen ließ.“

## Buchpublikationen
- Geschichte des Kontrabasses. H. Schneider, Tutzing 1970, ISBN 978-3795200770
  - Japanische Ausgabe, Tokyo 1979
  - 2. erw. Aufl., unter Mitarbeit von Herbert Seifert, H. Schneider, Tutzing 1984, ISBN 978-3795204266

- Der Barockkontrabaß Violone, A. Planyavsky, Wien 1989
  - 2., wesentlich erw. Aufl., H. Schneider, Tutzing 1998, ISBN 3-7952-0903-X
  - The Baroque Double Bass Violone, ins Englische übersetzt von James Barket. Scarecrow Press, Lanham 1998, ISBN 978-0-8108-3448-4. Auch als E-Book: ISBN 978-1-4616-7249-4

## Auszeichnungen (Auswahl)
- 1967: Berufstitel Professor, verliehen vom Präsidenten der Republik[1]
- 1975: Österreichisches Ehrenkreuz für Wissenschaft und Kunst
- 1981: Goldenes Verdienstzeichen des Landes Salzburg
- 1982: Ehrenring der Wiener Philharmoniker
- 1992: Franz-Schalk-Medaille in Gold
- 1992: Goldenes Ehrenzeichen für Verdienste um die Republik Österreich
- 2001: Goldenes Ehrenzeichen für Verdienste um das Land Wien